# Список найсильніших шахових турнірів (2000–2009)
В цьому списку представлені найсильніші шахові турніри від 2000 до 2009 року.

## Список
| Рік       | Місце                                                  | Переможець | 2-e місце | 3-є місце |
| --------- | ------------------------------------------------------ | --- | --- | --- |
| 1999/2000 | Памплона                                               | Найджел Шорт (Англія) | Борис Гельфанд (Ізраїль), Золтан Алмаші (Угорщина) | |
|           | Гастінгс                                               | Еміль Сутовський (Ізраїль) | Олексій Дрєєв (Росія), Джонатан Спілмен (Англія) | |
| 2000      | Вейк-ан-Зеє                                            | Гаррі Каспаров (Росія) | Володимир Крамник (Росія), Вішванатан Ананд (Індія), Петер Леко (Угорщина) | |
|           | Лінарес                                                | Гаррі Каспаров (Росія), Володимир Крамник (Росія)                                                                                    | | Петер Леко (Угорщина), Вішванатан Ананд (Індія), Олександр Халіфман (Росія), Олексій Широв (Іспанія)                 |
|           | Bali                                                   | Юдіт Полгар (Угорщина) | Олександр Халіфман (Росія), Анатолій Карпов (Росія) | |
|           | Ессен                                                  | Вадим Звягінцев (Росія), Олексій Дрєєв (Росія), Клаус Бішофф (Німеччина)                                                             | | |
|           | Львів                                                  | Василь Іванчук (Україна) | Михайло Красенков (Польща) | Олександр Бєлявський (Словенія)                                                                                      |
|           | Сараєво                                                | Гаррі Каспаров (Росія) | Майкл Адамс (Англія), Олексій Широв (Іспанія) | |
|           | Malmö                                                  | Юдіт Полгар (Угорщина) | Ян Тімман (Нідерланди) | Ульф Андерссон (Швеція)                                                                                              |
|           | Мерида                                                 | Олексій Широв (Іспанія) | Юдіт Полгар (Угорщина) | Gilberto Hernández (Mexiko)                                                                                          |
|           | Saint-Vincent (чемпіонат Європи)                       | Pawel Tregubow (Росія), Олексій Александров (Білорусь), Томаш Марковський (Польща), Андрій Харлов (Росія),                           | | |
|           | Дортмунд                                               | Володимир Крамник (Росія), Вішванатан Ананд (Індія)                                                                                  | | Майкл Адамс (Англія), Петер Леко (Угорщина), Володимир Акопян (Вірменія)                                             |
|           | Біль                                                   | Петро Свідлер (Росія) | Люк Ван Велі (Нідерланди), Руслан Пономарьов (Україна) | |
|           | Montecatini Terme                                      | Василь Іванчук (Україна) | Євген Барєєв (Росія) | Зураб Азмайпарашвілі (Грузія)                                                                                        |
|           | Shenyang                                               | Вішванатан Ананд (Індія) | Євген Барєєв (Росія) | Борис Гельфанд (Ізраїль), Gilberto Milos ([[Бразилія]])                                                              |
|           | Поляниця-Здруй                                         | Борис Гельфанд (Ізраїль) | Олексій Широв (Іспанія), Люк Ван Велі (Нідерланди) | |
|           | Буенос-Айрес                                           | Юдіт Полгар (Угорщина), Віорел Бологан (Молдова)                                                                                     | | Найджел Шорт (Англія)                                                                                                |
|           | Нью-Делі/Teheran (FIDE-WM) (олімпійська система)       | Вішванатан Ананд (Індія) | Олексій Широв (Іспанія) | Майкл Адамс (Англія), Олександр Грищук (Росія)                                                                       |
|           | Хогевен                                                | Олександр Халіфман (Росія) | Ян Тімман (Нідерланди) | Alexander Galkin (Росія)                                                                                             |
| 2001      | Вейк-ан-Зеє                                            | Гаррі Каспаров (Росія) | Вішванатан Ананд (Індія) | Володимир Крамник (Росія), Василь Іванчук (Україна)                                                                  |
|           | Лінарес                                                | Гаррі Каспаров (Росія) | Юдіт Полгар (Угорщина), Петер Леко (Угорщина), Олексій Широв (Іспанія), Анатолій Карпов (Росія), Олександр Грищук (Росія) | |
|           | Санкт-Петербург                                        | Konstantin Sakajew (Росія) | Віктор Корчной (Швейцарія), Сергій Рублевський (Росія) | |
|           | Анг'ян-ле-Бен                                          | Володимир Акопян (Вірменія) | Жоель Лотьє (Франція) | Євген Барєєв (Росія), Етьєн Бакро (Франція), Люк Ван Велі Нідерланди                                                 |
|           | Дос-Ерманас                                            | Олексій Дрєєв (Росія), Смірін Ілля Юлійович (Ізраїль)                                                                                | | Золтан Алмаші (Угорщина), Франсіско Вальєхо Понс (Іспанія), Мігель Ільєскас (Іспанія), Зураб Азмайпарашвілі (Грузія) |
|           | Пойковський                                            | Віорел Бологан (Молдова) | Смбат Лпутян (Вірменія), Сергій Рублевський (Росія) | |
|           | Ессен                                                  | Рустам Касимджанов (Узбекистан) | Крістофер Лутц (Німеччина), Еміль Сутовський (Ізраїль) | |
|           | Сараєво                                                | Кіріл Георгієв (Болгарія) | Веселин Топалов (Болгарія) | Смірін Ілля Юлійович (Ізраїль), Олексій Дрєєв (Росія)                                                                |
|           | Мерида                                                 | Вішванатан Ананд (Індія) | Найджел Шорт Англія | Олександр Халіфман (Росія)                                                                                           |
|           | Астана                                                 | Гаррі Каспаров (Росія) | Володимир Крамник (Росія) | Борис Гельфанд (Ізраїль)                                                                                             |
|           | Охрид (чемпіонат Європи)                               | Еміль Сутовський (Ізраїль) | Руслан Пономарьов (Україна) | Зураб Азмайпарашвілі (Грузія)                                                                                        |
|           | Порторож                                               | Олександр Бєлявський (Словенія) | Борис Гельфанд (Ізраїль) | Andrij Wolokitin (Україна)                                                                                           |
|           | Шанхай                                                 | Михайло Красенков (Польща), Віорел Бологан (Молдова), Є Цзянчуань (Китай)                                                            | | |
|           | Дортмунд                                               | Володимир Крамник (Росія), Веселин Топалов (Болгарія)                                                                                | | Петер Леко (Угорщина)                                                                                                |
|           | Біль                                                   | Віктор Корчной (Швейцарія) | Петро Свідлер (Росія) | Борис Гельфанд (Ізраїль)                                                                                             |
|           | Буенос-Айрес                                           | Анатолій Карпов (Росія) | Віктор Корчной (Швейцарія), Теймур Раджабов (Азербайджан) | |
|           | Краматорськ                                            | Руслан Пономарьов (Україна) | Олексій Александров (Білорусь) | Володимир Баклан (Україна), Яан Ельвест (Естонія)                                                                    |
|           | Хогевен                                                | Юдіт Полгар (Угорщина), Люк Ван Велі (Нідерланди)                                                                                    | | Віктор Корчной (Швейцарія)                                                                                           |
|           | Москва (FIDE-WM) (олімпійська система)                 | Руслан Пономарьов (Україна) | Василь Іванчук (Україна) | Вішванатан Ананд (Індія), Петро Свідлер (Росія)                                                                      |
| 2001/2002 | Памплона                                               | Віорел Бологан (Молдова) | Теймур Раджабов (Азербайджан), Золтан Алмаші (Угорщина), Ульф Андерссон (Швеція) | |
| 2002      | Вейк-ан-Зеє                                            | Євген Барєєв (Росія) | Олександр Грищук (Росія) | Майкл Адамс Англія, Олександр Морозевич (Росія)                                                                      |
|           | Канни                                                  | Борис Гельфанд (Ізраїль), Веселин Топалов (Болгарія)                                                                                 | | Євген Барєєв (Росія), Етьєн Бакро (Франція), Петер Леко (Угорщина), Анатолій Карпов (Росія), Петро Свідлер (Росія)   |
|           | Лінарес                                                | Гаррі Каспаров (Росія) | Руслан Пономарьов (Україна) | Василь Іванчук (Україна), Вішванатан Ананд (Індія), Майкл Адамс Англія                                               |
|           | Ессен                                                  | Вадим Звягінцев (Росія) | Петер Леко (Угорщина) | Крістофер Лутц (Німеччина), Михайло Красенков (Польща)                                                               |
|           | Сараєво                                                | Сергій Мовсесян (Словаччина) | Іван Соколов (Нідерланди) | Олексій Широв (Іспанія), Олексій Дрєєв (Росія), Смірін Ілля Юлійович (Ізраїль), Теймур Раджабов (Азербайджан)        |
|           | Батумі (чемпіонат Європи)                              | Бартоломей Мачея (Польща) | Михайло Гуревич (Бельгія) | Сергій Волков (Росія)                                                                                                |
|           | Дортмунд (Braingames-кандидатський турнір)             | Петер Леко (Угорщина) | Веселин Топалов (Болгарія) | Олексій Широв (Іспанія), Євген Барєєв (Росія)                                                                        |
|           | Біль                                                   | Смірін Ілля Юлійович (Ізраїль) | Владислав Ткачов (Франція), Олексій Дрєєв (Росія) | |
|           | Хайдерабад                                             | Вішванатан Ананд (Індія) | Рустам Касимджанов (Узбекистан) | Олександр Бєлявський (Словенія), Олексій Дрєєв (Росія)                                                               |
|           | Хогевен                                                | Петер Ач (Угорщина) | Олександр Халіфман (Росія), Юдіт Полгар (Угорщина) | |
|           | Памплона                                               | Рустам Касимджанов (Узбекистан), Віорел Бологан (Молдова)                                                                            | | Франсіско Вальєхо Понс (Іспанія)                                                                                     |
| 2003      | Вейк-ан-Зеє                                            | Вішванатан Ананд (Індія) | Юдіт Полгар (Угорщина) | Євген Барєєв (Росія)                                                                                                 |
|           | Бермудські острови                                     | Джованні Вескові (Бразилія) | Петро Свідлер (Росія) | Томаш Марковський (Польща)                                                                                           |
|           | Рейк'явік                                              | Олексій Широв (Іспанія) | Бартоломей Мачея (Польща), Віктор Корчной (Швейцарія) | |
|           | Лінарес                                                | Володимир Крамник (Росія), Петер Леко (Угорщина)                                                                                     | | Гаррі Каспаров (Росія), Вішванатан Ананд (Індія)                                                                     |
|           | Москва                                                 | Віорел Бологан (Молдова), Олексій Александров (Білорусь), Олексій Фьодоров (Білорусь), Петро Свідлер (Росія)                         | | |
|           | Дос-Ерманас                                            | Олександр Рустемов (Росія), Олексій Дрєєв (Росія)                                                                                    | | Франсіско Вальєхо Понс (Іспанія), Олександр Халіфман (Росія)                                                         |
|           | Стамбул (чемпіонат Європи)                             | Зураб Азмайпарашвілі (Грузія) | Володимир Малахов (Росія) | Олександр Граф (Німеччина)                                                                                           |
|           | Будапешт                                               | Найджел Шорт (Англія) | Юдіт Полгар (Угорщина) | Петер Леко (Угорщина)                                                                                                |
|           | Пойковський                                            | Петро Свідлер (Росія), Жоель Лотьє (Франція)                                                                                         | | Сергій Рублевський (Росія), Вадим Звягінцев (Росія)                                                                  |
|           | Сараєво                                                | Іван Соколов (Нідерланди) | Сергій Мовсесян (Словаччина), Олексій Широв (Іспанія), Рустам Касимджанов (Узбекистан) | |
|           | Есб'єрг                                                | Олексій Дрєєв (Росія), Люк Макшейн (Англія), Крішнан Сашикіран (Індія)                                                               | | |
|           | Анг'ян-ле-Бен                                          | Євген Барєєв (Росія) | Майкл Адамс (Англія) | Борис Гельфанд (Ізраїль)                                                                                             |
|           | Біль                                                   | Олександр Морозевич (Росія) | Жоель Лотьє (Франція), Смірін Ілля Юлійович (Ізраїль) | |
|           | Дортмунд                                               | Віорел Бологан (Молдова) | Володимир Крамник (Росія), Вішванатан Ананд (Індія) | |
|           | Скандерборг                                            | Петер Гейне Нільсен (Данія), Дармен Садвакасов (Kasachstan), Найджел Шорт (Англія), Курт Гансен (Данія)                              | | |
|           | Хогевен                                                | Юдіт Полгар (Угорщина) | Іван Соколов (Нідерланди), Левон Аронян (Вірменія) | |
|           | Аурборг                                                | Іван Соколов (Нідерланди), Предраг Ніколіч (Боснія і Герцеговина)                                                                    | | Володимир Малахов (Росія)                                                                                            |
|           | Бельфор                                                | Михайло Гуревич (Бельгія) | Лоран Фрессіне (Франція) | Крістіан Бауер (Франція)                                                                                             |
|           | Памплона                                               | Мігель Ільєскас (Іспанія), Люк Макшейн (Англія), Еміль Сутовський (Ізраїль)                                                          | | |
| 2004      | Вейк-ан-Зеє                                            | Вішванатан Ананд (Індія) | Петер Леко (Угорщина), Майкл Адамс (Англія) | |
|           | Бермудські острови                                     | Джованні Вескові ([[Бразилія]]) | Борис Гельфанд (Ізраїль) | Сергій Мовсесян (Словаччина)                                                                                         |
|           | Москва                                                 | Сергій Рублевський (Росія), Рафаель Ваганян (Вірменія), Валерій Філіппов (Росія)                                                     | | |
|           | Лінарес                                                | Володимир Крамник (Росія) | Гаррі Каспаров (Росія), Петер Леко (Угорщина) | |
|           | Пойковський                                            | Петро Свідлер (Росія), Сергій Рублевський (Росія)                                                                                    | | Віорел Бологан (Молдова), Іван Соколов (Нідерланди)                                                                  |
|           | Пакш                                                   | Віктор Корчной (Швейцарія) | Ференц Беркеш (Угорщина) | Олександр Бєлявський (Словенія)                                                                                      |
|           | Анталья (чемпіонат Європи)                             | Василь Іванчук (Україна) | Предраг Ніколіч (Боснія і Герцеговина) | Левон Аронян (Вірменія)                                                                                              |
|           | Сараєво                                                | Олексій Широв (Іспанія) | Сергій Мовсесян (Словаччина) | Іван Соколов (Нідерланди), Віорел Бологан (Молдова)                                                                  |
|           | Тайюань                                                | Найджел Шорт (Англія) | Ні Хуа (Китай) | Жоель Лотьє (Франція), Олексій Дрєєв (Росія)                                                                         |
|           | Триполі (FIDE-WM) (олімпійська система)                | Рустам Касимджанов (Узбекистан) | Майкл Адамс (Англія) | Веселин Топалов (Болгарія), Теймур Раджабов (Азербайджан)                                                            |
|           | Біль                                                   | Олександр Морозевич (Росія) | Крішнан Сашикіран (Індія) | Руслан Пономарьов (Україна), Яннік Пеллетьє (Швейцарія), Етьєн Бакро (Франція)                                       |
|           | Дортмунд                                               | Вішванатан Ананд (Індія) | Володимир Крамник (Росія) | Петро Свідлер (Росія)                                                                                                |
|           | Pune                                                   | Рустам Касимджанов (Узбекистан), Лівіу-Дітер Нісіпяну (Румунія)                                                                      | | Пентала Харікрішна (Індія)                                                                                           |
|           | Хогевен                                                | Іван Соколов (Нідерланди) | Найджел Шорт (Англія) | Даніель Стеллваген (Нідерланди)                                                                                      |
|           | Ашдод                                                  | Смірін Ілля Юлійович (Ізраїль), Едуарадас Розенталіс (Литва), Борис Аврух (Ізраїль), Борис Гельфанд (Ізраїль)                        | | |
|           | Юкатан (олімпійська система)                           | Василь Іванчук (Україна) | Олександр Граф (Німеччина) | Neuris Delgado (Куба), Юньєскі Кесада Перес (Куба)                                                                   |
|           | Памплона                                               | Борис Гельфанд (Ізраїль) | Сергій Карякін (Україна) | Лазаро Брузон (Куба)                                                                                                 |
| 2004/2005 | Драммен                                                | Олексій Широв (Іспанія), Петер Гейне Нільсен (Данія)                                                                                 | | Люк Макшейн (Англія)                                                                                                 |
| 2005      | Вейк-ан-Зеє                                            | Петер Леко (Угорщина) | Вішванатан Ананд (Індія) | Веселин Топалов (Болгарія)                                                                                           |
|           | Бермудські острови                                     | Борис Гельфанд (Ізраїль), Пентала Харікрішна (Індія)                                                                                 | | Леньєр Домінгес Перес (Куба), Андрій Волокітін (Україна)                                                             |
|           | Москва                                                 | Еміль Сутовський (Ізраїль), Андрій Харлов (Росія), Василь Іванчук (Україна), Володимир Акопян (Вірменія), Олександр Мотильов (Росія) | | |
|           | Лінарес                                                | Веселин Топалов (Болгарія), Гаррі Каспаров (Росія)                                                                                   | | Вішванатан Ананд (Індія)                                                                                             |
|           | Пойковський                                            | Етьєн Бакро (Франція), Віорел Бологан (Молдова)                                                                                      | | Олександр Грищук (Росія), Олексій Дрєєв (Росія)                                                                      |
|           | Дос-Ерманас                                            | Теймур Раджабов (Азербайджан) | Зураб Азмайпарашвілі (Грузія), Рубен Фельгаєр (Аргентина), Олексій Дрєєв (Росія), Олександр Рустемов (Росія) | |
|           | Гавана                                                 | Василь Іванчук (Україна) | Лазаро Брузон (Куба) | Neuris Delgado (Куба), Леньєр Домінгес Перес (Куба)                                                                  |
|           | Софія                                                  | Веселин Топалов (Болгарія) | Вішванатан Ананд (Індія) | Юдіт Полгар (Угорщина), Руслан Пономарьов (Україна)                                                                  |
|           | Міннеаполіс                                            | Звіад Ізорія (Грузія) | Смірін Ілля Юлійович (Ізраїль), Гата Камський (США), Олександр Бєлявський (Словенія), Пентала Харікрішна (Індія), Яан Ельвест (Естонія), Євген Наєр (Росія), Ільдар Ібрагімов (США), Артур Юсупов (Німеччина), Леонід Юдасін (Ізраїль), Даніель Фрідман (Латвія), | |
|           | Сараєво                                                | Віорел Бологан (Молдова), Іван Соколов (Нідерланди)                                                                                  | | Артем Тимофєєв (Росія)                                                                                               |
|           | Варшава (чемпіонат Європи)                             | Лівіу-Дітер Нісіпяну (Румунія) | Теймур Раджабов (Азербайджан) | Левон Аронян (Вірменія)                                                                                              |
|           | Дортмунд                                               | Аркадій Найдич (Німеччина) | Веселин Топалов (Болгарія), Етьєн Бакро (Франція), Люк Ван Велі (Нідерланди), Петро Свідлер (Росія) | |
|           | Степанакерт                                            | Левон Аронян (Вірменія) | Ашот Анастасян (Вірменія) | Хікару Накамура (США)                                                                                                |
|           | Сан-Луїс (Аргентина) (FIDE-Weltmeisterschaft)          | Веселин Топалов (Болгарія) | Вішванатан Ананд (Індія), Петро Свідлер (Росія) | |
|           | Ханти-Мансійськ (FIDE-Weltpokal) (олімпійська система) | Левон Аронян (Вірменія) | Руслан Пономарьов (Україна) | Етьєн Бакро (Франція)                                                                                                |
|           | Мерида                                                 | Лазаро Брузон (Куба) | Михайло Красенков (Польща) | Нікола Мітков (Македонія), Франк де ла Пас (Куба)                                                                    |
| 2005/2006 | Памплона                                               | Руслан Пономарьов (Україна) | Пентала Харікрішна (Індія), Іван Чепарінов (Болгарія) | |
| 2006      | Вейк-ан-Зеє                                            | Веселин Топалов (Болгарія) | Вішванатан Ананд (Індія) | Майкл Адамс (Англія), Василь Іванчук (Україна)                                                                       |
|           | Гібралтар                                              | Кіріл Георгієв (Македонія) | Найджел Шорт (Англія) | Еміль Сутовський (Ізраїль)                                                                                           |
|           | Куернавака                                             | Руслан Пономарьов (Україна), Франсіско Вальєхо Понс (Іспанія)                                                                        | | Хікару Накамура (США)                                                                                                |
|           | Морелія/Лінарес                                        | Левон Аронян (Вірменія) | Веселин Топалов (Болгарія), Теймур Раджабов (Азербайджан) | |
|           | Пойковський                                            | Олексій Широв (Іспанія) | Руслан Пономарьов (Україна), Вадим Звягінцев (Росія), Олексій Дрєєв (Росія), Євген Барєєв (Росія) | |
|           | Кушадаси (чемпіонат Європи)                            | Зденко Кожул (Kroatien) | Василь Іванчук (Україна) | Кіріл Георгієв (Болгарія)                                                                                            |
|           | Софія                                                  | Веселин Топалов (Болгарія) | Гата Камський (США) | Вішванатан Ананд (Індія)                                                                                             |
|           | Дортмунд                                               | Володимир Крамник (Росія) | Петро Свідлер (Росія) | Майкл Адамс (Англія)                                                                                                 |
|           | Москва (Меморіал Таля)                                 | Петер Леко (Угорщина) | Руслан Пономарьов (Україна), Левон Аронян (Вірменія) | |
| 2007      | Вейк-ан-Зеє                                            | Левон Аронян (Вірменія) | Веселин Топалов (Болгарія) | Теймур Раджабов (Азербайджан)                                                                                        |
|           | Морелія/Лінарес                                        | Вішванатан Ананд (Індія) | Олександр Морозевич (Росія), Магнус Карлсен (Норвегія) | |
|           | M-Tel Masters, Софія                                   | Веселин Топалов (Болгарія) | Крішнан Сашикіран (Індія) | Шахріяр Мамед'яров (Азербайджан)                                                                                     |
|           | Дортмунд                                               | Володимир Крамник (Росія) | Євген Алєксєєв (Росія) | Петер Леко (Угорщина)                                                                                                |
|           | Сараєво                                                | Сергій Мовсесян (Словаччина) | Боркі Предоєвич (Боснія і Герцеговина) | Іван Соколов (Нідерланди), Олександр Морозевич (Росія)                                                               |
|           | Пойковський                                            | Дмитро Яковенко (Росія) | Олександр Оніщук (США), Євген Алєксєєв (Росія), Віорел Бологан (Молдова) | |
|           | Форос                                                  | Василь Іванчук (Україна) | Сергій Карякін (Україна) | Олександр Оніщук (США), Петро Свідлер (Росія), Люк Ван Велі (Нідерланди), Олексій Широв (Іспанія)                    |
|           | Dresden (чемпіонат Європи)                             | Владислав Ткачов (Франція) | Еміль Сутовський (Ізраїль) | Дмитро Яковенко (Росія)                                                                                              |
|           | Vitoria Gasteiz                                        | Веселин Топалов (Болгарія) | Руслан Пономарьов (Україна) | Лівіу-Дітер Нісіпяну (Румунія), Юдіт Полгар (Угорщина)                                                               |
|           | Карлові Вари                                           | Руслан Пономарьов (Україна), Сергій Мовсесян (Словаччина)                                                                            | | Володимир Акопян (Вірменія), David Navara (Tschechien)                                                               |
|           | Біль                                                   | Магнус Карлсен (Норвегія) | Олександр Оніщук (США) | Яннік Пеллетьє (Швейцарія), Юдіт Полгар (Угорщина), Олександр Грищук (Росія), Теймур Раджабов (Азербайджан)          |
|           | Мехіко (Weltmeisterschaft)                             | Вішванатан Ананд (Індія) | Володимир Крамник (Росія) | Борис Гельфанд (Ізраїль)                                                                                             |
|           | Москва (Меморіал Таля)                                 | Володимир Крамник (Росія) | Олексій Широв (Іспанія) | Борис Гельфанд (Ізраїль), Магнус Карлсен (Норвегія), Дмитро Яковенко (Росія), Петер Леко (Угорщина)                  |
|           | Ханти-Мансійськ (FIDE-Weltpokal) (олімпійська система) | Гата Камський (США) | Олексій Широв (Іспанія) | Магнус Карлсен (Норвегія), Сергій Карякін (Україна)                                                                  |
| 2007/2008 | Памплона                                               | Франсіско Вальєхо Понс (Іспанія) | Ван Юе (Китай), Баадур Джобава (Грузія) | |
|           | Реджо-нель-Емілія                                      | Золтан Алмаші (Угорщина) | Вугар Гашимов (Азербайджан), Ні Хуа (Китай), Пентала Харікрішна (Індія) | |
| 2008      | Вейк-ан-Зеє                                            | Левон Аронян (Вірменія), Магнус Карлсен (Норвегія)                                                                                   | | Вішванатан Ананд (Індія), Теймур Раджабов (Азербайджан)                                                              |
|           | Морелія/Лінарес                                        | Вішванатан Ананд (Індія) | Магнус Карлсен (Норвегія) | Левон Аронян (Вірменія), Веселин Топалов (Болгарія)                                                                  |
|           | Пловдив (чемпіонат Європи)                             | Сергій Тівяков (Нідерланди) | Сергій Мовсесян (Словаччина) | Сергій Волков (Росія)                                                                                                |
|           | Баку (Гран-прі ФІДЕ)                                   | Вугар Гашимов (Азербайджан), Ван Юе (Китай), Магнус Карлсен (Норвегія)                                                               | | |
|           | Сараєво                                                | Олександр Морозевич (Росія) | Леньєр Домінгес Перес (Куба) | Сергій Мовсесян (Словаччина)                                                                                         |
|           | Форос                                                  | Магнус Карлсен (Норвегія) | Василь Іванчук (Україна) | Сергій Карякін (Україна), Павло Ельянов (Україна)                                                                    |
|           | Дортмунд                                               | Петер Леко (Угорщина) | Василь Іванчук (Україна), Шахріяр Мамед'яров (Азербайджан), Ян Непомнящий (Росія), Ян Густафссон (Німеччина) | |
|           | Сочі (Гран-прі ФІДЕ)                                   | Левон Аронян (Вірменія) | Теймур Раджабов (Азербайджан) | Ван Юе (Китай) |
|           | M-Tel Masters, Софія                                   | Василь Іванчук (Україна) | Веселин Топалов (Болгарія) | Теймур Раджабов (Азербайджан)                                                                                        |
|           | Біль                                                   | Євген Алєксєєв (Росія) | Леньєр Домінгес Перес (Куба) | Магнус Карлсен (Норвегія)                                                                                            |
|           | Пойковський                                            | Сергій Рублевський (Росія), Дмитро Яковенко (Росія), Вугар Гашимов (Азербайджан), Олексій Широв (Іспанія)                            | | |
|           | Москва (Меморіал Таля)                                 | Василь Іванчук (Україна) | Олександр Морозевич (Росія), Борис Гельфанд (Ізраїль), Руслан Пономарьов (Україна), Володимир Крамник (Росія) | |
|           | Більбао                                                | Веселин Топалов (Болгарія) | Левон Аронян (Вірменія), Василь Іванчук (Україна), Магнус Карлсен (Норвегія) | |
|           | Еліста (Гран-прі ФІДЕ)                                 | Теймур Раджабов (Азербайджан), Дмитро Яковенко (Росія), Олександр Грищук (Росія)                                                     | | |
|           | Нанкін                                                 | Веселин Топалов (Болгарія) | Левон Аронян (Вірменія) | Бу Сянчжі (Китай) |
| 2008/2009 | Памплона                                               | Крішнан Сашикіран (Індія) | Володимир Малахов (Росія), Франсіско Вальєхо Понс (Іспанія) | |
| 2009      | Вейк-ан-Зеє                                            | Сергій Карякін (Україна) | Левон Аронян (Вірменія), Теймур Раджабов (Азербайджан), Сергій Мовсесян (Словаччина) | |
|           | Лінарес                                                | Олександр Грищук (Росія) | Василь Іванчук (Україна) | Магнус Карлсен (Норвегія)                                                                                            |
|           | Будва (чемпіонат Європи)                               | Євген Томашевський (Росія) | Володимир Малахов (Росія) | Баадур Джобава (Грузія)                                                                                              |
|           | Нальчик (Гран-прі ФІДЕ)                                | Левон Аронян (Вірменія) | Петер Леко (Угорщина), Володимир Акопян (Вірменія) | |
|           | Сараєво                                                | Павло Ельянов (Україна) | Ван Хао (Китай), Боркі Предоєвич (Боснія і Герцеговина) | |
|           | M-Tel Masters, Софія                                   | Олексій Широв (Іспанія) | Веселин Топалов (Болгарія), Магнус Карлсен (Норвегія) | |
|           | Пойковський                                            | Олександр Мотильов (Росія) | Вугар Гашимов (Азербайджан) | Ернесто Інаркієв (Росія), Еміль Сутовський (Ізраїль)                                                                 |
|           | Базна                                                  | Василь Іванчук (Україна) | Борис Гельфанд (Ізраїль) | Теймур Раджабов (Азербайджан), Олексій Широв (Іспанія)                                                               |
|           | Дортмунд                                               | Володимир Крамник (Росія) | Петер Леко (Угорщина), Магнус Карлсен (Норвегія), Дмитро Яковенко (Росія) | |
|           | Сан-Себастьян                                          | Хікару Накамура (США) | Руслан Пономарьов (Україна) | Петро Свідлер (Росія)                                                                                                |
|           | Біль                                                   | Максим Ваш'є-Лаграв (Франція) | Олександр Морозевич (Росія), Василь Іванчук (Україна) | |
|           | Джермук (Гран-прі ФІДЕ)                                | Василь Іванчук (Україна) | Левон Аронян (Вірменія), Борис Гельфанд (Ізраїль) | |